# Steve Sampson
Steve Sampson (né le 19 janvier 1957 à Salt Lake City, Utah) est un joueur américain de soccer devenu entraîneur. Il a été le sélectionneur des USA et du Costa Rica et l'entraîneur du Los Angeles Galaxy.